# آبشار پالوس
آبشار پالوس (به انگلیسی: Palouse Falls) آبشاری است که در کشور ایالات متحده آمریکا واقع شده‌است و بلندترین ریزشگاه آن ۲۲۱ متر ارتفاع دارد. حوضهٔ آبریز این آبشار، رود پالوس است.